# Die Lusiaden

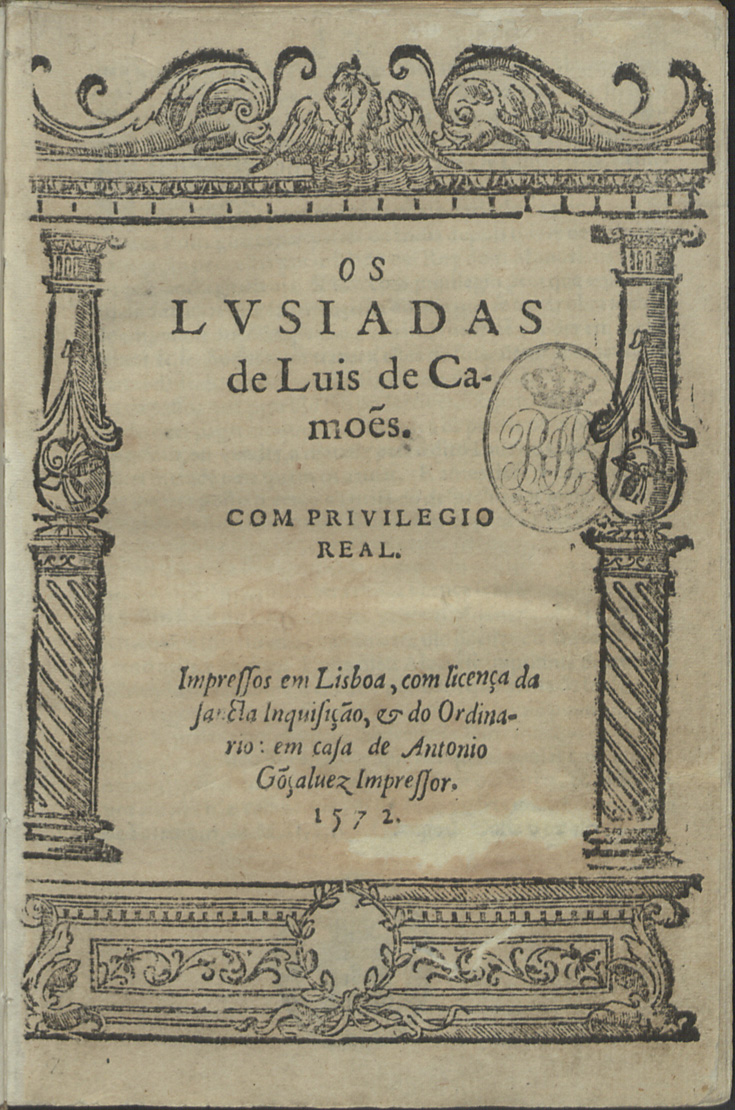
Titelseite der Erstausgabe von 1572

Die Lusiaden, portugiesisch Os Lusíadas, sind ein Epos des Dichters Luís de Camões und ein klassisches Werk der portugiesischen Literatur, das 1572 erstmals gedruckt wurde. 

## Inhalt
Das Werk schildert, vom humanistischen Geist der Renaissance getragen, in Versform (angelehnt an Homers Odyssee) die idealisierte Geschichte Portugals. Protagonist des Werkes ist der portugiesische Seefahrer Vasco da Gama, den Schwerpunkt der Handlung bildet die Schilderung des neu entdeckten Seewegs nach Indien. Mit zahlreichen Verweisen auf die Mythologie sowie das klassische Altertum gelten die Lusiaden wegen ihrer Qualität, aber auch wegen ihres großen Patriotismus als größtes Zeugnis der portugiesischen Literatur. Sie sind König Sebastian von Portugal gewidmet.
Die Lusitaner sind die Bewohner Lusitaniens. Das ist der römische Name für Portugal, der auf Lusus, einen Gefährten des Bacchus, zurückgehen soll. Das Werk besteht aus zehn Gesängen, von denen jeder eine unterschiedliche Zahl von Strophen enthält. Die 1102 Strophen enthalten insgesamt 8816 Verse.

## Rezeption
In deutscher Sprache erschienen Os Lusíadas unter dem Titel Die Lusiaden erstmals im Jahre 1806.
Der Autor Alexei Schipenko inszenierte im Juni 2008 am Teatro de Circo in Braga, Portugal mit dem Ensemble der Companhia de Teatro de Braga eine bearbeitete Fassung der Lusiaden.